# Croton pseudoniveus
Croton pseudoniveus är en törelväxtart som beskrevs av Cyrus Longworth Lundell. Croton pseudoniveus ingår i släktet Croton och familjen törelväxter. Inga underarter finns listade i Catalogue of Life.